# Send Me a Postcard
Send Me a Postcard är en sång skriven av Robbie van Leeuwen, och inspelad av Shocking Blue 1968. Den blev en hit i hemlandet samma år, och blev även populär i Skandinavien där den dock slog först 1970. Med text på svenska av Per Gessle spelades den in 1980 med Gyllene Tider, som Skicka ett vykort, älskling.

## Listplaceringar
| Lista (1968-1970) | Topplacering     |
| ----------------- | ---------------- |
| Danmark           | 1 (DR "Top 10")  |
| Nederländerna     | 10               |
| Norge             | 4 (VG-lista)     |
| Sverige           | 9 (Kvällstoppen) |
| Sverige           | 6 (Tio i topp)   |

### Fotnoter
1. ↑  Joakim Tegblom. ”Låtar du trodde var svenska”. Arkiverad från originalet den 26 oktober 2013. https://web.archive.org/web/20131026075436/http://gotiskaklubben.wordpress.com/2013/09/22/latar-du-trodde-var-svenska/. Läst 9 juni 2013.
2. ↑  ”Listplacering”. Arkiverad från originalet den 27 april 2016. https://web.archive.org/web/20160427201915/http://danskehitlister.dk/?hitlist_id=1&y=1970&hitlist_item_id=879. Läst 14 november 2021.
3. ↑  ”Send Me a Postcart”. Dutchcharts. 25 februari 1970. http://dutchcharts.nl/showitem.asp?interpret=Shocking+Blue&titel=Send+Me+A+Postcard&cat=s. Läst 9 juni 2013.
4. ↑  ”Send Me a Postcart”. Nortwegiancharts. 25 februari 1970. http://norwegiancharts.com/showitem.asp?interpret=Shocking+Blue&titel=Send+Me+A+Postcard&cat=s. Läst 9 juni 2013.
5. ↑  Hallberg, Eric (1993). Kvällstoppen i P3 (1:a uppl.). ISBN 91-630-2140-4
6. ↑  Hallberg, Eric (1998). Tio i topp - med de utslagna på försök 1961-74 (1:a uppl.). ISBN 91-972712-5-X